# Josef Grassi
Josef Grassi (Josef Mathias  Grassi; Bécs, 1757. április 22. – Drezda, 1838. január 7.) osztrák arcképfestő. Giuseppe Grassi néven is említik.

## Élete

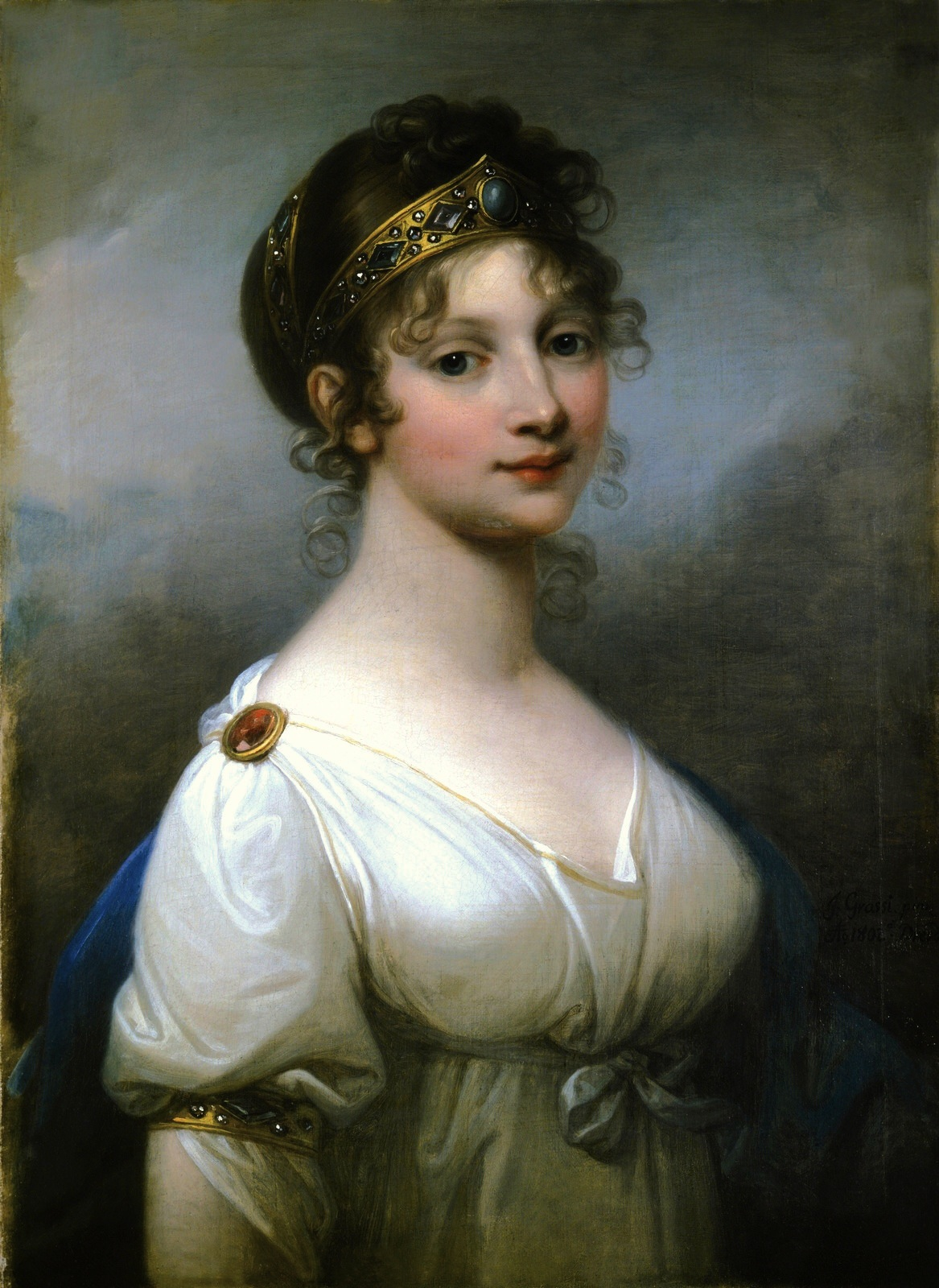
Mecklenburgi Lujza porosz királyné (olajfestmény, 1802)

Bátyja Anton Grassi szobrász és porcelánkészítő. Apjuk, Ottilio udinei ötvös volt. Josef a Bécsi Képzőművészeti Akadémián tanult. Úgy érezte, hogy ott méltánytalanul bánnak vele, ezért amikor elveszítette a Heinrich Friedrich Fügerhez szóló utazási ösztöndíj pályázatát, megfogadta néhány lengyel nacionalista barátjának a tanácsát, és Varsóba költözött. Ott Teresa Jabłonowska (Stanisław Jan Jabłonowski leszármazottja) tanára lett, és sikeres portréfestővé vált. Amikor 1794-ben kitört a Kościuszko-felkelés, Tadeusz Kościuszko támogatásával, akinek az arcképét megfestette, biztonságba kerülhetett.
1799-ben a Drezdai Képzőművészeti Akadémia professzorává nevezték ki. 1804-ben Gothába ment, ahol Augustus hercegnél dolgozott, majd 1808-tól 1810-ig Rómában tartózkodott az Accademia di San Luca tagjaként. 1816 és 1821 között ismét Rómában élt, ahol az olaszországi szász művészek tanulmányi igazgatójaként dolgozott. Ekkor azonban divatba jött a nazarénusok mozgalma, és a munkásságát figyelmen kívül hagyták, így visszatért Drezdába. I. Frigyes Ágost szász királytól megkapta a Szász Polgári Rend Lovagi Nagykeresztjét.
Grassi leginkább érzékeny nőportréiról ismert. Későbbi éveiben stílusa megváltozott, és az akadémikus klasszicizmus egyik formáját követte. Drezdában halt meg, 80 évesen.

## Fordítás
- Ez a szócikk részben vagy egészben  a   Josef Grassi című angol Wikipédia-szócikk ezen változatának fordításán alapul.  Az eredeti cikk szerkesztőit annak laptörténete sorolja fel. Ez a jelzés csupán a megfogalmazás eredetét és a szerzői jogokat jelzi, nem szolgál a cikkben szereplő információk forrásmegjelöléseként.